# Municipio José Tadeo Monagas
José Tadeo Monagas, oficialmente Municipio Autónomo Federal José Tadeo Monagas, es uno de los 15 municipios del Estado Guárico, Venezuela. Su capital es la ciudad de Altagracia de Orituco. Tiene una superficie de 3506 km².

## Historia

### Toponimia
Uritu-cu en Orituco
Conviene recordar que Orituco es palabra hispanizada, procedente del quichua Uritucu, formada por voz Uritu que empleaban los aborígenes incaicos para nombrar comúnmente al papagayo guacamayas, loros, pericos entre otros y por la partícula Cu, Co en el sentido de aumentativo de la misma lengua.
Visto así, Uritu-cu significa papagayo, muchos papagayos. El vocablo fue transformado finalmente de Uritu-cu a Orituco. Al ser un topónimo habría indicado lugar con abundancia de esos animales.
Falta explicar cuándo y cómo fue introducido el término Orituco en la Jurisdicción del hoy Municipio José Tadeo Monagas Estado Guárico.
Es conocido que el río y el territorio del Orituco del Municipio en referencia ya eran identificados en julio de 1634 con la palabra Orituco escrita así, de acuerdo con documentos relativos a la visita eclesiástica efectuada por el licenciado Domingo de Ibarra.
No obstante a mediados del siglo xvii era utilizado el vocablo Uritucu para nombrar los tres ríos restantes que eran Conoropa y Corocoro donde Mateo del Haya tenía emcomienda de indios guaiqueríes. Además Alejandro de Humboldt usó las palabras Orituco y Uritucu en 1800 para identificar al mismo río, cuando estuvo en el territorio del hoy Estado Guárico, en vecindades de Calabozo.

## Geografía

### Clima
Temperatura media anual (max-min) entre 23 y 36 °C

### Relieve
La mayor parte está rodeado por valles. Al Norte, presenta montañas bajas y colinas de la Cordillera de la costa.

### Hidrografía
Los principales ríos son el Orituco, el Memo y el Macaira, y la principal fuente surtidora de agua del Municipio José Tadeo Monagas es el Embalse de Guanapito.
- Embalse Guanapito

Principal fuente surtidora y tratante de agua para el Orituco, especialmente para los valles, y que se revela en el área donde alguna vez existió la población de Guanape.
- Laguna de Pedregal

Ubicado al final de la Urbanización El Diamante ocupa un perímetro aproximado de 400 m y una profundidad máxima de llenado de 15 metros. Sus alrededores están bordeados de vegetación herbácea y de árboles grandes.
La represa está construida con cemento, piedra y arena; sus compuertas están constantemente monitoreadas por un punto de control; que en el caso de que no logre funcionar se respalda manualmente.

### Vegetación
La vegetación de gramíneas, combinada con arbustos y árboles cubre la mayor parte de la zona. Existen dos variantes de selva: selvas en la base de la cordillera y en las riberas fluviales, y selvas de galería, con ricas maderas como la caoba. La explotación irracional de estos espacios extingue rápidamente muchas especies.
También encontramos otras especies como el moriche, el samán, el cují negro y el chaparro.

### Fauna
Existe una gran variedad de especies, tales como el corocoro, el paují, la pavita rosada, la chirindera, la guacharaca. En los caños y morichales abundan especies como el pavón, el bagre y el coporo, y en el Parque nacional Aguaro Guariquito abundan el manatí, el perro de agua, el caimán del Orinoco, el galápago, el venado, el cunaguaro y tigrito.

### Recursos minerales
- Arenas silíceas
- Carbón
- Cemento
- Gas
- Petróleo
- Yeso
- Zinc

### Límites
- Al norte: Estado Estado Miranda.
- Al sur: Municipio Municipio Chaguaramas y Municipio Leonardo Infante Estado Guárico.
- Al este: Municipio Municipio San José de Guaribe Estado Guárico.
- Al oeste: Estado Estado Aragua.

### Organización parroquial
Está dividido en siete parroquias:
- Altagracia de Orituco.
- San Rafael de Orituco.
- San Francisco Javier de Lezama.
- Paso Real de Macaira.
- Carlos Soublette.
- San Francisco de Macaira.
- Libertad de Orituco.

## Salud
La ciudad cuenta con una amplia gama de centros asistenciales, tantos públicos como privados, que prestan diversos servicios, tanto a los gracitanos como a los ciudadanos foráneos.
- Hospital José Franciscico Torrealba: calle Libertad, con Calle Sixto Sosa y Avenida Hutado Ascanio.
- IPASME: Av. Chapaiguana, entre Calle Sixto sosa y Carabobo.
- Centro Médico Orituco: Av. Ilustres Próceres.
- C.D.I saladillo: calle Adolfo Chataing, con Calle Puerto Rico
- Ambulatorio del Diamante: Avenida 1
- Módulo Asistencial de Camoruco.
- Policlínica De los Llanos: Calle Bolívar, con calle Adolfo Chataing.
- C.D.I Ipare de Orituco.
- Ambulatorio De la Brisas
- Módulo Asistencial De Peña de Mota
- Ambulatorio de Botalon.

NOTA:(Actualmente se gestiona para anexarle al Hospital de Altagracia una sala de diálisis y una de parachot; y también se gestiona la construcción de un nuevo Hospital Universitario para Altagracia)

## Música
- La Guaraña

Pieza musical compuesta por cuartetas de versos improvisados y rima consonante. Las acompaña un coro tarareado formado por tres voces. Las estrofas son interpretadas por dos cantantes (el tenor y el tenorete). Hacen alusión a momentos o espacios vividos durante la presentación de las parrandas de negros. Son el canto de despedida de la agrupación, del lugar o casa donde se encuentran, por ello están cargadas de una profunda emotividad y tristeza.
- La Marisela

Pieza musical compuesta por cuartetas de versos octosílabos, con la modalidad de las sextetas. Representa un saludo, un permiso y una conquista. Es una ejecución alegre y entusiasta; entusiasmo que se acentúa en las tonalidades ejecutadas por el cuatrista con un ritmo movido y candencioso.
- Tambor Orituqueño

Ritmo armónico producido por el canto del lucero y por el golpe de jinca, acompañado de una ejecución de tambor de palma y cuero de venado y maracas, además de dos cantantes y un coro de ocho integrantes.

## Medios de comunicación

### Televisión
En la ciudad y en el municipio se recibe en señal abierta; Televen, venezolana de televisión y Venevisión. También cuenta con un sistema de cable local que muestra canales de la zona, nacionales e internacionales. También existen televisoras locales como lo son Clip TV que actualmente no esta en el aire, Orivisión TV y la Televisora del Orituco "TVO" (Canal del gobierno municipal).

### Radio
- Guaraña 97.5 FM
- Activa 104.9 FM
- La Nueva Onda 95.9 FM
- Oasis 90.7 FM
- Plenitud 102.1 FM

La ciudad cuenta con 5 emisoras de radio locales, todas en Frecuencia Modulada FM.

### Prensa
- Periódico "La Voz de Orituco".
- Diario "El Visor", editado por la Alcaldía del Municipio Monagas.
- El Semanario "La Muralla de Todos".

También circulan los diarios regionales y nacionales más importantes.

### Telefonía
También existen proveedores de televisión por cable y conexiones a Internet de Banda Ancha. Los sistemas de telefonía fija son operados por las dos mayores centrales telefónicas del país Telefónica y CANTV, y la telefonía móvil celular es operada por las principales del país Movistar, Movilnet, Digitel.

## Economía
Vive de la industria, ganadería, comercios y turismo. Posee un gran desarrollo industrial con la utilización de materias primas de la zona como procesadoras de tomate, almacenadoras de cereales.
También existen Bancos, industrias, importantes centros de esparcimiento, hoteles y restaurantes.

## Turismo
Constituye un área con un singular contenido de atractivos y recursos propios de aprovechamiento por un turismo especial. Las mayores ventajas para el desarrollo turístico las ofrece el tipo y la cantidad de recursos naturales presentes. 
Los festivales, ferias, y actividades regionales, proveen de una fuente intermitente pero efectiva de ingresos a los artesanos y demás periferias de este comercio.
El problema del efectivo desarrollo de esta área radica en la inexistencia de servicios turísticos cercanos a los recursos y las pocas facilidades de acceso. Las estructura de Altagracia de Orituco son poco modernas y responden a las necesidades agropecuarias. Las edificaciones son de carácter predominantemente horizontal.

### Lugares de interés

#### Parques
- Parque nacional Guatopo:

Fue creado el 31 de marzo de 1958. Comprende la región montañosa de la cordillera del interior, entre Santa Teresa del Tuy y Altagracia de Orituco. Tiene una extensión de 92.640 ha. La vegetación es de bosque tropical húmedo y de formaciones semihúmedas. La fauna es silvestre y muy rica en mamíferos.
Posee cuatro importantes instalaciones recreacionales: Agua Blanca, Santa Crucecita, Quebrada de Guatopo y la Hacienda La Elvira. Se pueden realizar en ellas excursiones y largas caminatas. Está ubicado entre los distritos Independencia, Lander y Acevedo del estado Miranda y distrito Monagas del estado Guárico.
- Parque Recreacional Rómulo Gallegos

- Parque Recreacional Guanapito

#### Monumentos Naturales
- Monumento natural Morros de Macaira
- Santuario y Monumento a la Madre Candelaria de San José

### Otros sitios
El Guamo, ubicado en Paso Real de Macaira

## Tradiciones

### Velorio de Cruz
Fiesta religiosa y social realizada durante el mes de mayo, en donde los recitadores más afamados del país cantan fulías acompañados por música de cuatro, guitarra, maracas, arpa y tambora.

### La Burriquita
El personaje principal de esta danza viste un disfraz que le permite representar burra y jinete al mismo tiempo. Baila al compás de un joropo, hace piruetas, rebuzna y realiza todas las cosas propias de la burra y su jinete.

### Baile del joropo
El joropo se canta y se baila en toda Venezuela. Constituye no sólo una expresión bailable, sino también una fiesta donde se cantan y bailan corridos, galerones, golpes, pasajes y otras tonalidades folclóricas. Se efectúa en cualquier época del año y el motivo puede ser un bautizo, cumpleaños o la celebración de alguna fiesta patronal. La música del joropo se toca con instrumentos típicos como cuatro, maracas y arpa, que acompañan a cantos y estribillos. 

### Elzapateoy escobilleo
Que son pasos del joropo, se mezclan en el estado con giros típicos de la región como el remolino, el cuartao y el toriao.

### Elcoleo
Es una manifestación de carácter popular que actualmente ha sido elevada a disciplina deportiva, por lo que se desarrolla bajo un conjunto de reglas. Se inicia desde la colonia, con el trabajo del hombre en el hato en la brega para coger y domar el ganado que se perdía en las extensas sabanas. Cuando el llanero no podía enlazar un toro tenía que irse a la cola, adelantarse y darle una caída que lo debilitara para caparlo. Esta actividad se va haciendo divertida a los peones y luego se va proliferando por los pueblos quienes la asumen dentro del programa de sus actividades.
El Coleo se difunde a lo llanero, la música y sus temas el sombrero, el caballo y el ganado vacuno son expresiones auténticos del llano que fortalece nuestro acervo cultural. Por el coleo también se inspiran los copleros y cantan e improvisan coplas a los coleadores.

## Gastronomía
Cuenta con una gran variedad gastronómica, platos típicos como el pisillo de venado, la carne en vara, el queso de mano, el hervido de res y de gallina, el paloapique, dulces criollos como de lechosa, jalea, conservas, catalinas, jugo de mango, etc. Y durante todo el año puede encontrar varios sitios con venta de cachapas, cochino frito.

## Política y gobierno

### Alcaldes
En el municipio ha habido 9 personas que han tenido el cargo de alcalde y 10 han sido los períodos consecutivos que ha habido en la alcaldía.
| Período     | Alcalde                           | Partido o Alianza | % de votos | Notas |
| ----------- | --------------------------------- | ----------------- | ---------- | --- |
| 1989 - 1992 | Salomon Gómez Naranjo             | AD                | 40,92      | Primer alcalde bajo elecciones directas |
| 1992 - 1995 | Salomon Gómez Naranjo             | AD                | 41,90      | Reelecto |
| 1995 - 1997 | Eusebio Dáger Boyer "Negro Dáger" | AD                | -          | Segundo alcalde bajo elecciones directas(se realizaron elecciones generales adelantadas en el 2000 debido a la aprobación de la Constitución de 1999)             |
| 1997 - 2000 | Aura Mercedes Bencomo             | AD                |            | Primera mujer que asume el cargo (Siendo presidenta de la Cámara Municipal, asume la alcaldía de manera encargada tras la muerte del alcalde Eusebio Dáger Boyer) |
| 2000 - 2004 | José Luis García Loreto           | MAS               | 27,78      | Tercer alcalde bajo elecciones directas |
| 2004 - 2008 | Carlos López Garcés               | PPT               | 48,75      | Cuarto alcalde bajo elecciones directas |
| 2008 - 2013 | María Chacín                      | PSUV              | 46,06      | Quinto alcalde y segunda mujer bajo elecciones directas |
| 2013 - 2017 | José Bravo Carey                  | PSUV              | 51,73      | Sexto alcalde bajo elecciones directas (Se postergan 1 año las elecciones municipales del año 2012)                                                               |
| 2017 - 2021 | Tania Sierra                      | PSUV              | 71,97      | Séptimo alcalde y tercera mujer bajo elecciones directas |
| 2021 - 2025 | Pedro Solórzano                   | PSUV              | 52,51      | Octavo alcalde bajo elecciones directas |

### Concejo municipal
Período 1989 - 1992
| Concejales:             | Partido político / Alianza |
| ----------------------- | -------------------------- |
| Luis Rivero Leal        | AD                         |
| Horacio Romero Salas    | AD                         |
| Sofia M. Mata E.        | AD                         |
| Ana Isabel Piñango      | AD                         |
| Rafael Loreto Arias     | COPEI                      |
| Beatriz Velásquez       | COPEI                      |
| Hector Rodríguez Laguna | COPEI                      |
| José Antonio Ruíz       | COPEI                      |
| Vicente Hernández       | MAS                        |

Período 1992 - 1995
| Concejales:             | Partido político / Alianza |
| ----------------------- | -------------------------- |
| Luis Rivero Leal        | AD                         |
| Rafael Adames           | AD                         |
| Horacio Romero Salas    | AD                         |
| Cesar Ramírez           | AD                         |
| Alirio Bedmont          | AD                         |
| Edgar Zerpa             | COPEI                      |
| José González           | COPEI                      |
| Franklin Claro          | MAS                        |
| José Luis García Loreto | MAS                        |

Período 1995 - 2000
| Concejales:        | Partido político / Alianza |
| ------------------ | -------------------------- |
| Emilo Vargas       | AD                         |
| Luis Laya          | AD                         |
| Arturo Solano      | AD                         |
| Tomas Correa       | AD                         |
| Eugenia de Tovar   | COPEI                      |
| Eduardo Monasterio | COPEI                      |
| Raul Silva         | MAS                        |
| Aura Bercomo       | MAS                        |
| José Bravo         | LCR                        |

Período 2013 - 2017
| Concejales                | Partido político / Alianza |
| ------------------------- | -------------------------- |
| William Pérez             | PSUV                       |
| Wilfredo Pérez            | PSUV                       |
| Fernando Saldivia Herrera | PSUV                       |
| Osman Álvarez             | PSUV                       |
| Luis "Ñemo" Leal          | PSUV                       |
| Aquiles Reyes             | PSUV                       |
| Luis Laya                 | MUD                        |

Período 2017 - 2021
| Concejales        | Partido político / Alianza |
| ----------------- | -------------------------- |
| Reina Sifontes    | PSUV                       |
| Julio Silvera     | PSUV                       |
| Clariusba Infante | PSUV                       |
| Frank Álvarez     | PSUV                       |
| Yessica Bandres   | PSUV                       |
| Yaury Aviles      | PSUV                       |
| Luis "Ñemo" Leal  | PSUV                       |

Período 2021 - 2025
| Concejales        | Partido político / Alianza |
| ----------------- | -------------------------- |
| Mayerlin Quevedo  | PSUV                       |
| José Quinto       | PSUV                       |
| José Arias        | PSUV                       |
| Marlenis Figueroa | PSUV                       |
| Julio Silvera     | PSUV                       |
| Ennio Malpica     | PSUV                       |
| Andreina Zerpa    | MUD                        |